# Flores〜死者への花束
『Flores〜死者への花束』（フローレス〜ししゃへのはなたば）は2001年12月12日にビクターエンタテインメントから発売された日本の声優、桑島法子のオリジナル・アルバム。
発売当時のキャッチフレーズは、「桑島法子は毒にも薬にもなります」。

## 概要
桑島法子1stオリジナル・アルバム。宮沢賢治の詩の朗読も含んでいる。発売日は26歳の誕生日当日。「いつでも夢を」のカバーが収録された。カバーを除くアルバム書き下ろしの楽曲は作曲・全編曲とも服部克久によるもの。

## アートワーク
ジャケット写真の撮影は8曲目に収録されている「水に落ちた葡萄酒」のモチーフとなったエミリー・ブロンテの小説「嵐が丘」の舞台であるイギリス・ヨークシャーのハワースで行われており、ジャケット写真での桑島も、同小説の登場人物である「ヒースクリフ」と「キャサリン」の両方を表現したものとなっている。

## 収録曲
特記以外作曲・全編曲：服部克久／作詞 佐伯孝夫・作曲 吉田正（7）
作詞 北川恵子（2,3,5,8,9）／詩 宮沢賢治（4,6,10）
1. Afterglow〜残照（Instrumental）
2. Sixteenth Fire
3. ル・ローヌ§2013
4. 風がおもてで呼んでいる
5. 16:05＠新宿
6. ローマンス
7. いつでも夢を
8. 水に落ちた葡萄酒
9. 陽炎〜摩利支天
10. 原体剣舞連